# 콘도 카나코
콘도 카나코(일본어: 近藤 佳奈子 こんどう かなこ[*], 1981년 6월 26일 ~ )는 일본의 성우. 도쿄도 출신. 리맥스 소속.